# Microdon viridis
Microdon viridis är en tvåvingeart som beskrevs av Townsend 1895. Microdon viridis ingår i släktet myrblomflugor, och familjen blomflugor. Inga underarter finns listade i Catalogue of Life.